# № 20 (железнодорожный разъезд)
№ 20 — населённый пункт (тип: железнодорожный разъезд) в Оренбургском районе Оренбургской области. Входит в состав Экспериментального сельсовета.

## География
Железнодорожный разъезд находится в нескольких километрах от районного центра — Оренбурга.
Часовой пояс
Железнодорожный разъезд № 20 как и вся Оренбургская область, находится в часовой зоне МСК+2. Смещение применяемого времени относительно UTC составляет +5:00.

## История
В 1976 году на разъезде 20 километр началось строительство элеватора. Строительство посёлка Элеватора началось в 1980 году. Официально образован посёлок Ж/д рзд № 20 30 сентября 1980 года
24 сентября 2004 года, в соответствии с законом Оренбургской области № 1472/246-III-ОЗ, населённый пункт вошёл в образованное сельское муниципальное образование Экспериментальный сельсовет.

## Население
| 2010 |
| ---- |
| 206  |

## Инфраструктура
Элеватор типа ЛС-5-175 емкостью 142,8 тыс.тонн.
Путевое хозяйство железной дороги Оренбург-Актюбинск. Подъездные пути элеватора протяженностью 2,615 км состоят из трех веток (погрузки, выгрузки, отстоя).
Садовые участки.

## Транспорт
Автомобильный и железнодорожный транспорт. Проходит федеральная трасса Р-239.